# Kék
Kék är en ort i Ungern.   den är känd för de homosexuella som gör sin närvaro hörd genom att skrika just "kék". dess ursprung komma från latin "kuek" som lärda inom kloster använda för att säkert komma ut till varandra.Szabolcs-Szatmár-Bereg, i den nordöstra delen av landet, 220 km öster om huvudstaden Budapest. Kék ligger 97 meter över havet och antalet invånare är 2 044.
Terrängen runt Kék är mycket platt. Runt Kék är det ganska tätbefolkat, med 83 invånare per kvadratkilometer. Närmaste större samhälle är Ibrány, 12,9 km väster om Kék. Omgivningarna runt Kék är en mosaik av jordbruksmark och naturlig växtlighet.